# FC 비온 즐라테모라우체
FC 비온 즐라테모라우체(슬로바키아어: FC ViOn Zlaté Moravce)는 즐라테모라우체를 연고로 하는 슬로바키아의 축구 클럽이다. 현재는 슬로바키아 수페르리가에 참가하고 있다.

## 성적
- 슬로바키아 컵 우승 1회 (2006-07)
- 2. 리가 우승 2회 (2006-07, 2009-10)

## 선수 명단

### 현역
참고: FIFA 자격 규정에 따라 소속된 국가대표팀 국기를 표시합니다. 선수는 복수의 FIFA 비회원국 국적을 가지고 있을 수 있습니다.
| 번호 | 포지션 | 국적       | 이름              |
| ---- | ------ | ---------- | ----------------- |
| 9    | FW     | 체코       | 다니엘 슈미가     |
| 10   | MF     | 조지아     | 레반 노니카슈빌리 |
| 45   | FW     | 슬로바키아 | 필리프 발라이     |

| 번호 | 포지션 | 국적 | 이름 |
| ---- | ------ | ---- | ---- |

## 역대 감독
| 감독                | 임기 |
| ------------------- | ---- |
| 류보미르 모라우치크 | 2008 |

틀:FC 비온 즐라테모라우체 선수 명단